# Tèqbol
El tèqbol és un esport de pilota que es juga sobre una taula corbada, combinant elements del sepak takraw i del tennis de taula. Els jugadors poden colpejar una pilota de futbol amb qualsevol part del cos excepte amb els braços i les mans. Es pot jugar amb dos jugadors com a joc individual o entre quatre jugadors com a joc de dobles. Està representat a nivell internacional per la Federació Internacional de Tèqbol (FITEQ). Després d'haver-se afegit als programes dels Jocs Asiàtics de Platja de 2021 i dels Jocs Europeus de 2023, l'esport té com a objectiu la inclusió olímpica.

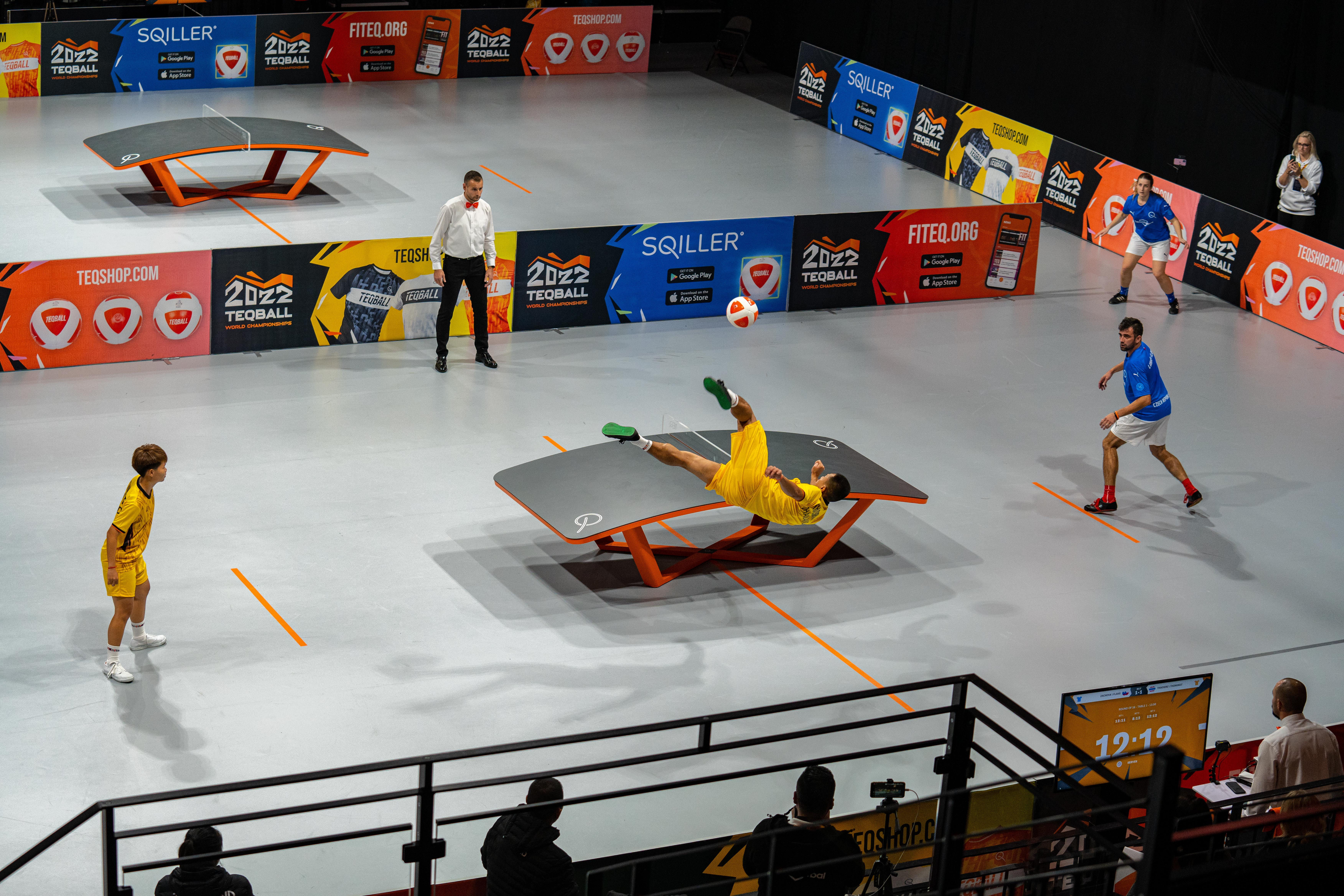
Campionat del Món de 2022

El tèqbol va ser inventat el 2012 a Hongria per tres entusiastes del futbol: l'exjugador professional Gábor Borsányi, l'empresari György Gattyán i l'informàtic Viktor Huszár. La idea original va sorgir de Borsányi quan jugava a futbol sobre una taula de tennis. El disseny en pla horitzontal de la taula feia que la pilota sovint no rebotés cap als jugadors, de manera que el joc resultava poc atractiu. Borsányi va pensar que si la taula estigués doblegada la superfície arquejada podria ajudar a que la pilota rebotés cap als peus. Després de diversos anys de desenvolupament amb Viktor Huszár, la primera taula de tèqbol es va construir el 2014.
L'esport va ser presentat oficialment a Budapest el 18 d'octubre de 2016 per l'exfutbolista brasiler Ronaldinho, un dels ambaixadors internacionals més coneguts del tèqbol.